# 格拉罕峰
66°46′S 50°58′E / 66.767°S 50.967°E
格拉罕峰是南極洲的山峰，位於恩德比地，屬於圖拉山脈的一部分，處於里塞-拉森山以東13公里，該山峰根據澳大利亞探險隊的空中照片被繪入地圖。